# Кубок зірок Катару
Кубок зірок Катару (араб. كأس_نجوم_قطر) — футбольний клубний турнір в Катарі, який проводиться під егідою Футбольної асоціації Катару.

## Історія
Турнір започаткований у 2009 році , коли було внесено зміни до структури Ліги зірок Катару. 
Кубок Зірок Катару був організований для того, щоб клуби мали більше офіційних ігор протягом регулярного сезону і відкритий лише для клубів, які грають у Лізі зірок Катару.

## Фінали
- 2009 : Аль-Гарафа 5-0 Аль-Аглі
- 2010 : Ас-Садд 1-0 Умм-Салаль
- 2011–12 : Аль-Вакра 0-0 (10-9 пен.) Аль-Харітіят
- 2012–13 : Аль-Джаїш 2-0 Аль-Арабі
- 2013–14: Катар СК 3-2 Ас-Садд
- 2017–18: Аль-Гарафа 3-2 Ер-Раян
- 2018–19: Аль-Гарафа 1-0 Ад-Духаїль
- 2019–20: Ас-Садд 4-0 Аль-Арабі
- 2020–21: Ас-Сайлія 2-0 Ер-Раян
- 2021–22: Ас-Сайлія 5-4 Аль-Вакра
- 2022–23: Ад-Духаїль 1-0 Умм-Салаль
- 2023–24: Умм-Салаль 4-4 (3-1 пен.) Аль-Арабі
- 2024–25: Ад-Духаїль 2-1 Аль-Арабі

## Титули
| Клуб       | Кількість перемог | Роки перемог           |
| ---------- | ----------------- | ---------------------- |
| Аль-Гарафа | 3                 | 2009, 2017–18, 2018–19 |
| Ас-Садд    | 2                 | 2010, 2019–20          |
| Ас-Сайлія  | 2                 | 2020–21, 2021–22       |
| Ад-Духаїль | 2                 | 2022–23, 2024–25       |
| Аль-Джаїш  | 1                 | 2012–13                |
| Аль-Вакра  | 1                 | 2011–12                |
| Катар СК   | 1                 | 2013–14                |
| Умм-Салаль | 1                 | 2023–24                |